# Рамдас, Лакшминараян
Лакшминараян Рамдас, PVSM, AVSM, VrC, VSM (хинди लक्ष्मीनारायण रामदास, англ. Laxminarayan Ramdas, также известен как  англ. Ramu и англ. Ramu Da; 5 сентября 1933, Бомбей — 15 марта 2024, Секундерабад) — индийский военно-морской деятель, адмирал, 13-й Начальник штаба ВМС Индии (1990—1993). Участник индо-пакистанской войны 1971 года, кавалер боевых наград, включая «Вир Чакра». После отставки — правозащитник и антивоенный активист, лауреат премии Рамона Магсайсая (2004). Первый начальник штаба ВМС Индии получивший военно-морское образование в Индии.

## Биография

### Ранние годы и образование
Лакшминараян Рамдас родился 5 сентября 1933 года в Матунге, районе Бомбея (ныне Мумбаи), в семье тамильских брахманов. Детство провёл в районе Матхура (Уттар-Прадеш), где его отец служил в колониальной администрации. Легко мог общаться на пенджабском и тамильском языках. В 1947 году во время массовых беспорядков семья Рамдаса укрывала мусульман, которые преследовались на волне конфликта между Индией и Пакистаном, возникшем после раздела Британской Индии на два независимых государства.
Уже будучи на пенсии Лакшминараян Рамдас вспоминал, что толчком к решению связать судьбу с вооружёнными силами Индии стала речь «Свидание с судьбой», произнесённая Джавахарлалом Неру в полночь с 14 на 15 августа 1947 года:
Мне было четырнадцать, я горел энтузиазмом и вступил в вооружённые силы молодой независимой новой Индии, полный решимости служить и защищать нашу с трудом завоеванную демократию и свободу — где «братство» стало ключевой идеей.
Лакшминараян Рамдас получил школьное образование в Cambridge School Srinivaspuri в Дели (1948), в которой учился по программе Senior Cambridge (британская система образования).
В январе 1949 года Рамдас поступил на 1-й курс Joint Services Wing (JSW) в Дехрадуне. Кадет Рамдас (кадетский номер A-13) учился на одном курсе с будущими главным маршалом авиации Нирмалом Чандрой Сури и генералом Сунитом Фрэнсисом Родригесом, которые позже стали командующими авиацией и сухопутными войсками Индии. В 1954 году JSW было преобразовано в Национальную академию обороны в Хадаквасле (Пуна), где продолжил обучение Лакшминараян Рамдас. В 1953 году Рамдас был зачислен в Британский королевский военно-морской колледж, где проходил специализацию по средствам связи.

### Служба в военно-морском флоте
Лакшминараян Рамдас поступил на службу в ВМС Индии 1 сентября 1953 года в звании суб-лейтенанта. С 1953 по 1955 проходил подготовку в Королевском военно-морском колледже в Гринвиче (Великобритания), в качестве специалиста по связи. 16 августа 1955 года, после возвращения из Великобритании, Рамдасу было присвоено звание лейтенанта и он был назначен на должность флаг-лейтенанта первого начальника штаба ВМС Индии адмирала Рама Даса Катари. 16 августа 1963 года Лакшминараян Рамдас получил звание лейтенант-командера, а 30 июня 1969 года коммандера.
В 1969 Лакшминараян Рамдас получил назначение на должность первого офицера-распорядителя (начальника) в Военно-морской академии в Кочине. За успехи в деле создания Военно-морской академии 26 января 1971 года Рамдас был награждён медалью «Вишишт Сева».

#### Третья Индо-Пакистанская война
В 1971 году Лакшминараян Рамдас вступил в командование фрегатом «Биас», который был спущен на воду в 1958 году и вступил в строй в 1960 году. Фрегат относился к числу новых и боеспособных кораблей Восточного флота ВМС Индии.
Непосредственно перед началом открытой фазы конфликта фрегаты «Биас» и «Брахмапутра» вошли в ордер охранения индийского авианосца «Викрант» и до конца войны формально входил в авианесущую группу. Группа постоянно находилась в движении в Бенгальском заливе между Вишакхапатнамом, Парадипом, Андаманскими островами и Мадрасом, заходя в порты только для пополнения запасов.
В день начала войны (3 декабря 1971 года) фрегат «Биас» курсировал в районе Андаманских островов. Фрегат «Биас» сыграл важнейшую роль в блокаде Восточного Пакистана, перехвате канонерских лодок, поиске и захвате пакистанских судов, маскирующихся под торговые суда третьих стран. 11 декабря фрегат перехватил пакистанское торговое судно Anwar Baksh, замаскированное под нейтрала. На судне оказались пакистанские военнослужащие, которые были переданы в Калькутту. В один из дней артиллерийский офицер «Биаса» Джон Д’Сильва заметил на поверхности объект, который он идентифицировал, как перископ подводной лодки. «Биас» и противолодочный корвет Kamorta начали противолодочную атаку пока авианосец «Викрант» не оказался в безопасности.
Фрегат участвовал в успешной бомбардировке аэропорта Кокс-Базар и обеспечивал инженерную разведку в рамках подготовки десантной операции, которая была произведена в ночь с 15 на 16 декабря. Но сам фрегат в это время выполнял самое опасное задание за всю войну. Авианосец «Энтерпрайз» и часть кораблей Седьмого флота ВМС США начали движение в сторону индо-пакистанских боевых действий. Командование ВМС Индии предположило, что американские корабли могут вмешаться в конфликт с целью помочь эвакуации пакистанских военных формирований. Командер Рамдас получил приказ выйти на встречу американской авианосной группе и любыми средствами задержать движение кораблей. Позже, находясь на пенсии, Лакшминараян Рамдас с иронией вспоминал события тех дней:
Могучему фрегату «Биас», самому молодому из флота, было приказано замедлить американский флот.
Команду фрегата составляли 22 офицера и более 220 нижних чинов. Экипаж отнёсся к приказу с долей иронии: «Сэр, мы уже сталкивались с их „Паттонами“ и „Сейбрами“ в 1965 году. Теперь увидим и этот „Энтерпрайз“». Корабль шёл на встречу возможному противнику в полном радиомолчании. На подходе к американской авианосной группе Рамдас получил радиограмму о прекращении войны и приказ возвращаться в Индию. Позже, в интервью 2021 года, адмирал Рамдас с улыбкой описывал эти события: «Это был почти самоубийственный забег».
На обратном пути фрегат «Биас» преодолел минное поле, выставленное пакистанской подводной лодкой в районе Читтагонга.
Обнаружение, преследование и атака вражеской подводной лодки и предположительное её уничтожение стали формальным поводом награждения коммандера Рамдаса орденом Вир Чакра:
…На протяжении всей операции ему приходилось действовать в территориальных водах противника, где его корабль постоянно подвергался опасности из-за вражеских мин и подводных лодок. Несмотря на это, он проводил постоянные разведывательные рейды в защищённые вражеские гавани Бангладеш и наносил противнику значительный урон. Во время одного из боевых выходов вблизи его корабля была замечена вражеская подводная лодка. Он неоднократно атаковал её, и, предположительно, уничтожил.Наградной лист

#### Послевоенная карьера
С 1973 по 1976 годы Рамдас представлял Индию в качестве военно-морского атташе в Федеративной республике Германия. Рамдас командовал авианосцем INS Vikrant за тем эскадрой патрульных кораблей.
Прошёл дополнительную подготовку в Национальном оборонном колледже в Нью-Дели (1970-е годы).
С 1983 года последовательно поднимался по карьерной лестнице командуя индийскими флотами и оперативными командованиями:
- 1983—1985 — Командующий Восточным флотом[16].
- 1985—1987 — Заместитель начальника военно-морского штаба[18]; Контролер производства и приобретения военных кораблей[16].
- 1987—1989 — Главнокомандующий Южным военно-морским командованием[18].
- 1989—1990 — Главнокомандующий Восточным военно-морским командованием.

30 ноября 1990 года прошла почётная процедура вступления Лакшминаяна Рамдаса в должность начальника военно-морского штаба Индии. Перед этим адмирал с супругой посетили Раджгхат (мемориал Махатмы Ганди), где возложил цветы к самадхи. За тем они посетили Амар Джаван Джоти (Мемориал Вечного огня у Ворот Индии), где почтил память павших воинов. Назначение вице-адмирала Рамдаса было произведено в нарушение сложившейся в Индии традиции назначать на этот пост первого по старшинству вице-адмирала, который имел опыт командования Западным флотом и Западным военно-морским командованием. На момент назначения первым по старшинству был вице-адмирал Сукмал (Тони) Джайн. Причиной отвода вице-адмирала Сукмала Джайна стало обвинение в «профессиональной и личной непристойности». Решение о назначении вице-адмирала Рамдаса было принято премьер-министром и министром обороны Вишванатом Пратапом Сингхом, который ушёл в отставку 10 ноября 1990 года. Новый премьер-министр Чандра Шекхар Сингх мог изменить решение предшественника, но под давлением президента Рамасвами Венкатарамана не стал этого делать, что бы «не создавать плохого прецедента».
Адмирал Рамдас командовал ВМС Индии до 1993 года. Основными направлениями деятельности в должности начальника штаба были: модернизацией флота, развитие морской авиации подводные силы.
Именно Лакшминараян Рамдас стал инициатором и организатором первых совместных с США военно-морских учений Exercise Malaba, прошедших в 1992 году. В ноябре того же года впервые в истории вооружённых сил Индии 22 женщины заняли флотские офицерские должности.
29 июня 1993 года адмирал Лакшминараян Рамдас был назначен исполняющим обязанности председателя Комитета начальников штабов Индии. Комитет начальников штабов является высшим форумом трёх видов вооружённых сил для обсуждения вопросов межвидового взаимодействия и главным консультативным органом правительства Индии по вопросам обороны. Церемония была проведена без торжественных мероприятий и включала в себя передачу жезла председателя Комитета и озвучивания обращения со словами благодарности покидающему пост генералу С. Ф. Родригесу.

## Общественная деятельность
После выхода отставку правительство штата Махараштра в признание заслуг Лакшминараяна Рамдаса во время Индо-Пакистанской войны 1971 года предоставило земельный участок в деревне Бхаймала (пригород Алибага).
Будучи на пенсии адмирал Рамдас и его супруга Лалита Рамдас активно включились в общественную и правозащитную деятельность. Их работа охватывала несколько ключевых направлений.

### Миротворчество и урегулирование конфликтов
В сентябре 1994 года Лакшминараян Рамдас объединился с двадцатью четырьмя единомышленниками из Индии и Пакистана в Лахоре и инициировали публичный диалог с целью примирения между конфликтующими странами. Впоследствии эта инициатива привела к созданию Пакистано-индийского народного форума за мир и демократию. С 1996 по 2003 год Лакшминараян Рамдас возглавлял индийское отделение форума, отделение в Пакистане возглавлял Ибн Абдур Рехман. Рамдас участвовал в гражданских инициативах по снижению напряжённости в Южной Азии, включая кампании против милитаризации региона.
В 2004 году супруги основали организацию Sampooran Kashmir («Единый Кашмир»), выступавшую за мирное решение кашмирского конфликта через диалог между Индией и Пакистаном.
В 2004 году Лакшминараян Рамдас совместно с пакистанским правозащитником Ибн Абдур Рехманом был удостоен Премии Рамона Магсайсая за мир и международное взаимопонимание за «усилия по продвижению мира между Индией и Пакистаном».

### Защита мусульман и других религиозных меньшинств
Лакшминараян Рамдас неоднократно выступал в защиту религиозных меньшинств проживающих в Индии, в том числе мусульман. В частности 25 октября 2015 года Рамдас опубликовал открытое письмо президенту Пранабу Мукерджи и премьер-министру Нарендре Моди, в котором выражал беспокойство по поводу ухудшающегося положения мусульман в Индии:
Сегодня мусульманин вынужден доказывать свою лояльность, и их снова и снова ставят в ситуацию, когда их места поклонения подвергаются нападкам, как, впрочем, и их пищевые привычки, и другие базовые свободы.
В октябре 2022 года Лакшминараян Рамдас подписал петицию, адресованную президенту Индии Раму Натху Ковинду, в которой требовалось отменить Закон о свободе вероисповедания, который создавал почву для преследования религиозных меньшинств:
Нападения на меньшинства резко возросли в последние годы, поскольку этот закон использовался как оружие, направленное против достоинства христиан и мусульман, особенно далитов, адиваси и женщин.

### Антивоенные и антиядерные инициативы

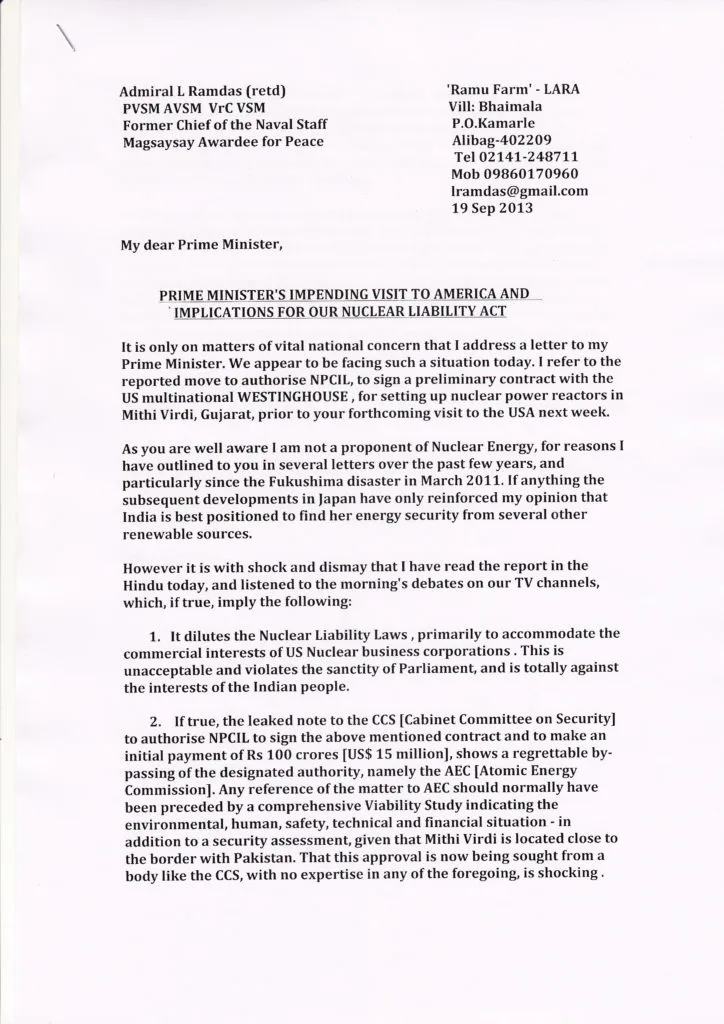
Открытое письмо адмирала Лакшминараяна Рамдаса премьер-министру Индии Манмохану Сингху

В мае 1998 года Индия испытала ядерное оружие. Лакшминараян Рамдас встретил это событие острой критикой. В июне того же года он вошёл в число военных ветеранов, подписавших публичную декларацию против нуклеизации юноазиатского региона.
Лакшминараян Рамдас поддерживал протесты против строительства АЭС Куданкулам (Тамилнад). По его мнению атомная электростанция была опасной для экологии и местного населения. 19 сентября 2013 года Рамдас обратился с открытым письмом к премьер-министру Индии Манмохану Сингху, в котором обращался к печальному опыту аварии на АЭС Фукусима и подчёркивал, что в Индии трудно обеспечить безопасную эксплуатацию объектов ядерной инфраструктуры. Так же он обращал внимание на недостатки законодательства Индии (Закон о ядерной ответственности) в части ответственности в случае аварий, подобных Бхопальской катастрофе или АЭС Фукусима.

### Безопасность Индии
Несмотря на свою явную антивоенную позицию, Лакшминараян Рамдас всегда считал, что Индия должна быть сильной в военном отношении не однократно критиковал промахи Правительства в военной сфере. К примеру, 2 июля 2020 года он возглавил группу из 144 ветеранов вооружённых сил Индии, которые раскритиковали промахи военной разведки в Индо-Китайском пограничном конфликте, произошедшем на спорной территории Аксайчин.

### Правозащита и борьба за справедливость
В 2019 году Лакшминараян Рамдас выступил в защиту бывшего премьер-министра Раджива Ганди (погибшего в 1991 году), обвинённого в использовании в 1987 году кораблей военно-морского флота качестве «личного такси». Рамдас провёл анализ обстоятельств, служебной переписки и документов и доказал, что во время официального визита в Лакшадвип и Андаманские и Никобарские острова (островные союзные территории в составе Индии) премьер-министр Ганди выполнял свои служебные обязанности, его действия соответствовали его полномочиям, которые включали присутствие жены во время официальных церемоний, движение кораблей производились в рамках предварительных планов проведения учений, которые планировались заранее. Рамдас отдельно подчеркнул, что сын премьер-министра, который был вместе с родителями, не покидал борт авианосца «Вираат», который выполнял роль флагмана соединения. Адмирал Лакшминараян Рамдас во время событий был командующим Южного военно-морского командования и принимал непосредственное участие в событиях.
В 2012 году присоединился к группе ветеранов, подавших публичный иск в Верховный суд Индии против назначения генерала Бикрама Сингха главнокомандующим армии из-за обвинений в нарушениях прав человека.
Был назначен внутренним омбудсменом (локпалом) в партии «Аам Аадми» (AAP) в 2014 году, отвечая за рассмотрение жалоб на коррупцию внутри организации.
Поддерживал движение за гендерное равенство, в том числе программы дочери Кавиты Рамдас в «Global Fund for Women».

### Экологическая активность
Участвовал в кампаниях против коммерческого рыболовства в прибрежных зонах Махараштры, защищая права местных рыбаков.
Выступал за сохранение мангровых лесов в районе Алибага, где проживал после отставки.

### Критика
Деятельность Рамдаса вызывала неоднозначную реакцию. Индийский политик Минакши Лекхи в 2014 году обвинила Лакшминараяна Рамдаса и его семью в связях с фондом Форда. Она отмечала, что Кавита Н. Рамдас (старшая дочь адмирала Рамдаса), являлась главой фонда Форда в Южной Азии.
Поддержка: Миротворческие инициативы получили признание международных организаций, включая ООН.
Критика: Некоторые ветераны ВМФ Индии осуждали его антиядерную позицию как «предательство национальных интересов».
Супруги Рамдас стали символами «ответственного пацифизма» — сочетания военного опыта и гуманитарных ценностей. Их архив передан Центру исследований мира в Дели.

### Смерть и похороны
Лакшминараян Рамдас скончался 15 марта 2024 года рано утром в военном госпитале в Секундерабаде, штат Телингана, в возрасте 90 лет.
Жена — Лалита Рамдас. Младшая из их трёх дочерей, Кавита, замужем за пакистанским активистом Зульфикаром Ахмадом.

## Оценки деятельности и память
Начальник штаба ВМФ (2004—2006) адмирал Арун Пракаш назвал Лакшминараяна Рамдаса «доблестным крестоносцем за социальные дела и за свои твердые политические убеждения».
В 2024 году Ассоциация яхтинга Индии учредила приз Адмирала Рамдаса (англ. Admiral Ramdas Trophy). Первыми обладателями приза стали две женщины-офицеры ВМС Индии — лейтенант-коммандеры Дилна К и Рупа Алагирисами.

## Награды
- Парам Вишишт Сева (PVSM)[15]
- Ати Вишишт Сева (AVSM)[15]
- Вир Чакра (1971) (VrC)[15]
- Вишишт Сева (VSM)(1971)[13][15]
- Падма Бхушан (1991)
- орден Гаурав Пурускар (1990)
- Staines Religious Harmony Award (2003)
- Премия Рамона Магсайсая за мир и международное взаимопонимание (2004)[5]